# Càdec
El càdec (Juniperus oxycedrus) és una espècie de conífera de la família de les cupressàcies típic de la regió mediterrània. És un arbre o arbust freqüent als Països Catalans.

## Noms comuns
Donat que és una planta molt corrent als Països Catalans, rep nombrosos noms comuns: càdec, ginebrissa, càdec de fruit gros, ginebre, ginebreta, ginebrina, ginebre d'oli, ginebre de lledons vermells, ginebre femella, ginebre roig, ginebre rojal, ginebrer, ginebrera, ginebró, ginebró fals, oxícedre, sivina, cade, genebre, genebró, ginebra, ginebre de llirons vermells, ginebro, nebrina, oxicedre. Els fruits (gàlbuls) s'anomenen gargulls, pilotetes de ginebre i gayubas.

## Descripció

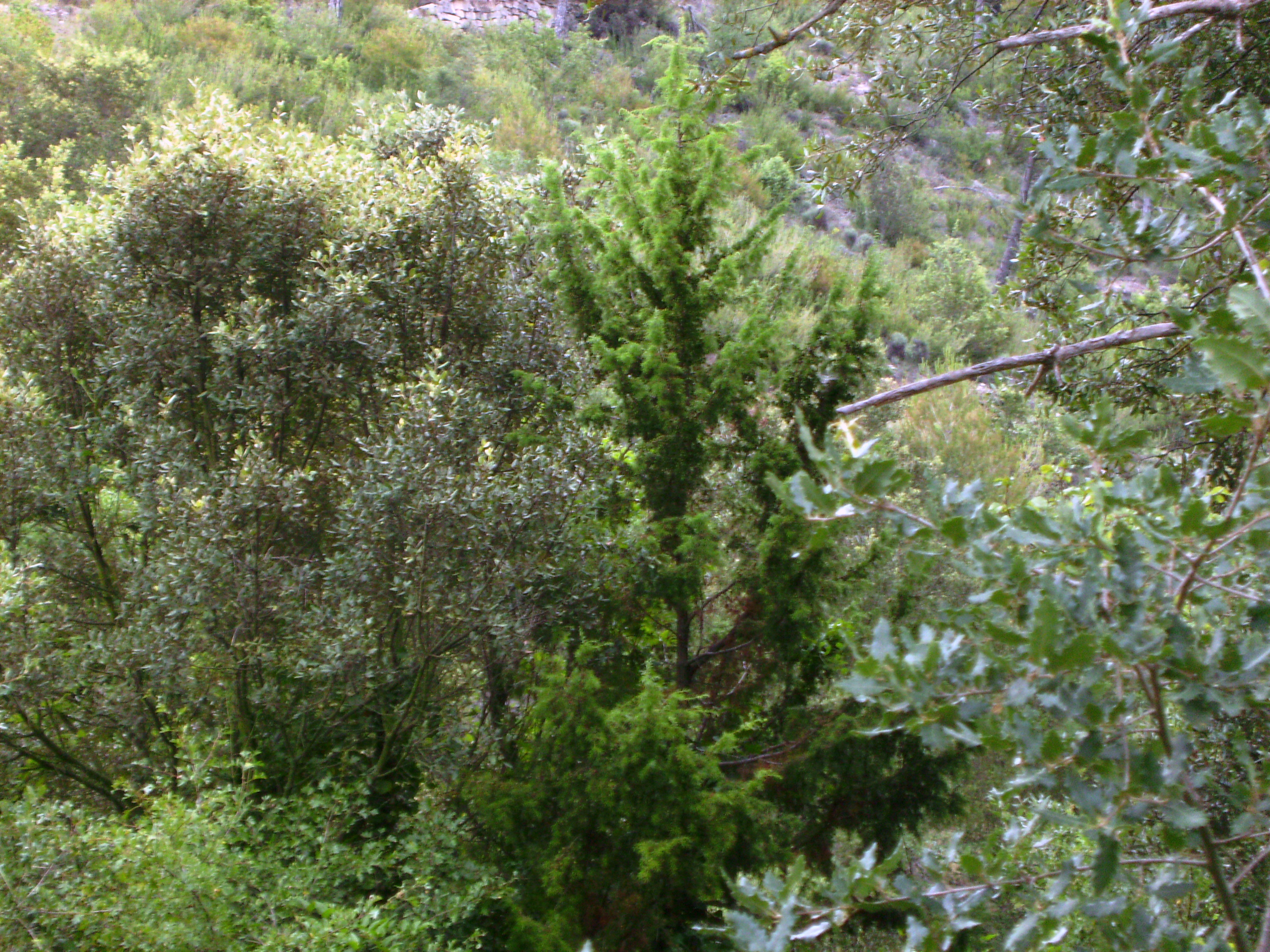
Càdec de port arbori.

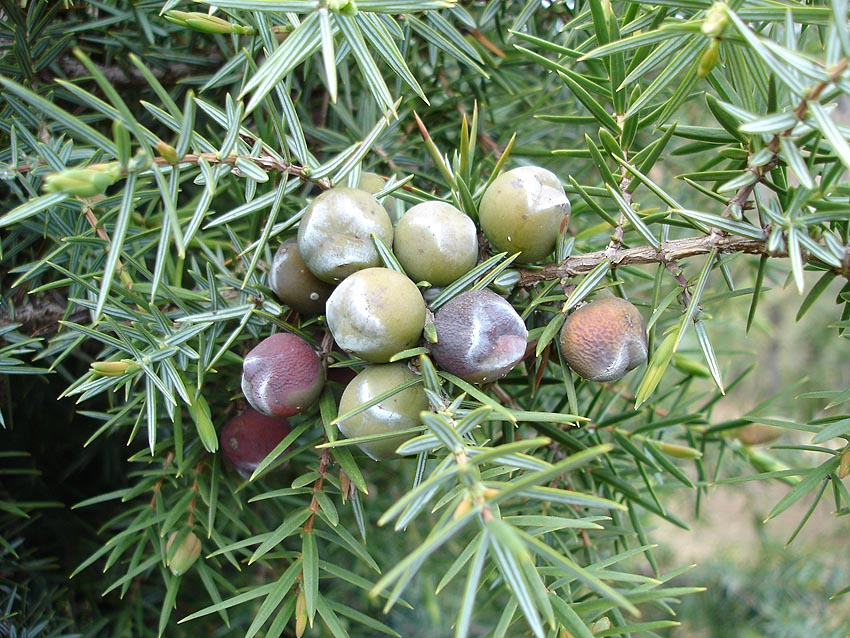
Càdec que mostra les dues línies blanques a l'anvers de les fulles, cosa que el diferencia del ginebre comú (Juniperus communis), que només té una línia blanca central.

Com el ginebre comú, aquest arbret resta gairebé sempre poc desenvolupat, baix com un arbust, per bé que pot arribar a fer 9 metres d'alçada. Les seves fulles, repartides en grups de tres, punxants i amb forma d'agulla, tenen dues línies blanques a l'anvers.
Les branques joves sovint pengen donant-li a la planta un aspecte despentinat.
Els fruits són gàlbuls de 6 a 12 mm de diàmetre, són semblants als del ginebre però lluents i de color rogenc a partir del segon any. Els fruits maduren en 2 anys i d'ells se n'extreu l'oli de càdec, dit oli ronyer al Rosselló.
Floreix a la primavera, entre els mesos d'abril i maig.

## Hàbitat i distribució
És un arbust nadiu del sud d'Europa que generalment prefereix hàbitats secs. La seva distribució és molt variable.
Es localitza principalment en terrenys calcaris i assolellats. Abunda a la terra baixa, en alzinars aclarits, pinedes i garrigues. El bosc format per càdecs s'anomena cadequer.
A Catalunya, al País Valencià, a Mallorca i a Eivissa el podem trobar a gairebé en la totalitat del territori entre els 0 i els 1.400 metres d'altitud. És rar a Menorca.

## Subespècies
Hi ha registrades diverses subespècies:

### ssp.oxycedrus
Arbust de fins a 4 metres d'alçària. Es troba al sud i a l'est de la península Ibèrica, i a les Illes Balears, en zones més seques que les altres subespècies. És el càdec més comú als Països Catalans.

### ssp.badia
És el càdec que agafa la forma d'arbre, tot i que apareix sovint també com un arbust. Espècie endèmica de la península Ibèrica i del nord d'Àfrica.

### ssp.macrocarpa
Arbust de fins a 3 metres d'alçària. Apareix a la regió mediterrània, fins a l'oest d'Àsia (Síria). A la península Ibèrica es pot trobar al sud-oest i a l'est (a la màquia litoral, sobre sols arenosos). També és a Mallorca.
Juniperus navicularis (sinònim de Juniperus oxycedrus ssp. transtagana) es considera una espècie separada del sud-oest de la península Ibèrica.